# Departamento Paclín
Das Departamento Paclín liegt im Zentrum der Provinz  Catamarca im Nordwesten Argentiniens und ist eine der 16 Verwaltungseinheiten der Provinz. 
Es grenzt im Norden an die Provinz  Tucumán, im Osten an die Departamentos El Alto und Santa Rosa, im Süden an das Departamento Valle Viejo und im Westen an die Departamentos Fray Mamerto Esquiú und Ambato. 
Die Hauptstadt des Departamento ist La Merced. Sie liegt etwa 60 Kilometer von der Provinzhauptstadt San Fernando del Valle de Catamarca entfernt.

## Städte und Gemeinden
Das Departamento Paclín ist in folgende Gemeinden (Municipios) und Siedlungen aufgeteilt:
- Amadores
- Atravesada
- Balcozna
- Balcozna Afuera
- El Bastidor
- El Cebil
- El Pero
- El Pintado
- El Rosario
- El Tajamar
- Huacra
- La Bajada
- La Falda
- La Higuera
- La Merced
- La Pastora
- La Posta
- La Viña
- Las Huertas
- Las Lajas
- Monte Potrero
- Paclín
- Palo Labrado
- Puesto de Acevedo
- Puesto La Viuda
- Puesto Sin Nombre
- San Antonio
- Sumampa
- Talaguada
- Tierra Verde
- Villa Balcozna
- Villa Collantes
- Villa Los Corderos